# Championnat du monde masculin de curling 1974
Navigation
Édition précédente Édition suivante
Le Championnat du monde masculin de curling 1974 (nom officiel : Air Canada Silver Broom) est le 16e championnat du monde masculin de curling.

Il a été organisé en Suisse dans la ville de Berne dans l'Allmend Eisstadion du 18 au 23 mars 1974.

## Équipes
| Canada | Danemark | France                                                                                        | Allemagne | Italie |
| St. Albert CC, Edmonton, Alberta Skip: Hector Gervais Third: Ron Anton Second: Warren Hansen Lead: Darrel Sutton | Hvidovre CC Skip: Flemming Pedersen Third: Arne Pedersen Second: Arvid Petersen Lead: Hans Henriksen                | Megève CC Skip: Pierre Duclos Third: Raymond Bouvet Second: Maurice Mercier Lead: Aldo Merlin | EC Oberstdorf Skip: Manfred Räderer Third: Franz Sperger Second: Hansjörg Jacoby Lead: Roland Liedtke           | Cortina CC, Cortina d'Ampezzo Skip: Renato Ghezze Third: Lino Mariani Maier Second: Roberto Zangara Lead: Andrea Pavani |
| Norvège | Écosse | Suède                                                                                         | Suisse | États-Unis |
| Brumunddal CC, Oslo Skip: Sjur Loen Third: Hans Bekkelund Second: Morten Søgaard Lead: Hans Økelsrud             | Hamilton & Thornyhill CC, Hamilton Skip: Jimmy Waddell Third: Jim Steele Second: Robert Kirkland Lead: Willie Frame | Sundsvalls CK Skip: Jan Ullsten Third: Tom Berggren Second: Anders Grahn Lead: Roger Bredin   | Dübendorf CC Skip: Peter Attinger Jr. Third: Bernhard Attinger Second: Mattias Neuenschwander Lead: Jürg Geiler | Superior CC, Wisconsin Skip: Raymond "Bud" Somerville Third: Bob Nichols Second: Bill Strum Lead: Tom Locken            |

## Classement
| Pays       | Skip                | V | D |
| ---------- | ------------------- | - | - |
| Suisse     | Peter Attinger, Jr. | 9 | 0 |
| Canada     | Hector Gervais      | 7 | 2 |
| États-Unis | Bud Somerville      | 6 | 3 |
| Suède      | Jann Ullsten        | 6 | 3 |
| Danemark   | Flemming Pedersen   | 4 | 5 |
| France     | Pierre Duclos       | 4 | 5 |
| Allemagne  | Manfred Räderer     | 4 | 5 |
| Écosse     | Jimmy Waddell       | 2 | 7 |
| Norvège    | Sjur Loen           | 2 | 7 |
| Italie     | Renato Ghezze       | 1 | 8 |

*Légende: V = Victoire - D = Défaite

## Résultats

### Match 1
| Équipes                 | 1 | 2 | 3 | 4 | 5 | 6 | 7 | 8 | 9 | 10 | Total |
| ----------------------- | - | - | - | - | - | - | - | - | - | -- | ----- |
| États-Unis (Somerville) | – | – | – | – | – | – | – | – | – | –  | 10    |
| Danemark (Pedersen)     | – | – | – | – | – | – | – | – | – | –  | 4     |

| Équipes          | 1 | 2 | 3 | 4 | 5 | 6 | 7 | 8 | 9 | 10 | Total |
| ---------------- | - | - | - | - | - | - | - | - | - | -- | ----- |
| Norvège (Loen)   | – | – | – | – | – | – | – | – | – | –  | 3     |
| Canada (Gervais) | – | – | – | – | – | – | – | – | – | –  | 7     |

| Équipes           | 1 | 2 | 3 | 4 | 5 | 6 | 7 | 8 | 9 | 10 | Total |
| ----------------- | - | - | - | - | - | - | - | - | - | -- | ----- |
| Suisse (Attinger) | – | – | – | – | – | – | – | – | – | –  | 6     |
| France (Duclos)   | – | – | – | – | – | – | – | – | – | –  | 5     |

| Équipes          | 1 | 2 | 3 | 4 | 5 | 6 | 7 | 8 | 9 | 10 | Total |
| ---------------- | - | - | - | - | - | - | - | - | - | -- | ----- |
| Écosse (Waddell) | – | – | – | – | – | – | – | – | – | –  | 3     |
| Italie (Ghezze)  | – | – | – | – | – | – | – | – | – | –  | 6     |

| Équipes             | 1 | 2 | 3 | 4 | 5 | 6 | 7 | 8 | 9 | 10 | Total |
| ------------------- | - | - | - | - | - | - | - | - | - | -- | ----- |
| Suède (Ullsten)     | – | – | – | – | – | – | – | – | – | –  | 4     |
| Allemagne (Räderer) | – | – | – | – | – | – | – | – | – | –  | 3     |

### Match 2
| Équipes             | 1 | 2 | 3 | 4 | 5 | 6 | 7 | 8 | 9 | 10 | Total |
| ------------------- | - | - | - | - | - | - | - | - | - | -- | ----- |
| Italie (Ghezze)     | – | – | – | – | – | – | – | – | – | –  | 2     |
| Allemagne (Räderer) | – | – | – | – | – | – | – | – | – | –  | 11    |

| Équipes          | 1 | 2 | 3 | 4 | 5 | 6 | 7 | 8 | 9 | 10 | Total |
| ---------------- | - | - | - | - | - | - | - | - | - | -- | ----- |
| France (Duclos)  | – | – | – | – | – | – | – | – | – | –  | 5     |
| Écosse (Waddell) | – | – | – | – | – | – | – | – | – | –  | 7     |

| Équipes                 | 1 | 2 | 3 | 4 | 5 | 6 | 7 | 8 | 9 | 10 | Total |
| ----------------------- | - | - | - | - | - | - | - | - | - | -- | ----- |
| États-Unis (Somerville) | – | – | – | – | – | – | – | – | – | –  | 8     |
| Norvège (Loen)          | – | – | – | – | – | – | – | – | – | –  | 4     |

| Équipes           | 1 | 2 | 3 | 4 | 5 | 6 | 7 | 8 | 9 | 10 | Total |
| ----------------- | - | - | - | - | - | - | - | - | - | -- | ----- |
| Suisse (Attinger) | – | – | – | – | – | – | – | – | – | –  | 6     |
| Suède (Ullsten)   | – | – | – | – | – | – | – | – | – | –  | 2     |

| Équipes             | 1 | 2 | 3 | 4 | 5 | 6 | 7 | 8 | 9 | 10 | Total |
| ------------------- | - | - | - | - | - | - | - | - | - | -- | ----- |
| Danemark (Pedersen) | – | – | – | – | – | – | – | – | – | –  | 2     |
| Canada (Gervais)    | – | – | – | – | – | – | – | – | – | –  | 11    |

### Match 3
| Équipes          | 1 | 2 | 3 | 4 | 5 | 6 | 7 | 8 | 9 | 10 | Total |
| ---------------- | - | - | - | - | - | - | - | - | - | -- | ----- |
| Norvège (Loen)   | – | – | – | – | – | – | – | – | – | –  | 4     |
| Écosse (Waddell) | – | – | – | – | – | – | – | – | – | –  | 8     |

| Équipes                 | 1 | 2 | 3 | 4 | 5 | 6 | 7 | 8 | 9 | 10 | Total |
| ----------------------- | - | - | - | - | - | - | - | - | - | -- | ----- |
| États-Unis (Somerville) | – | – | – | – | – | – | – | – | – | –  | 6     |
| Allemagne (Räderer)     | – | – | – | – | – | – | – | – | – | –  | 10    |

| Équipes             | 1 | 2 | 3 | 4 | 5 | 6 | 7 | 8 | 9 | 10 | Total |
| ------------------- | - | - | - | - | - | - | - | - | - | -- | ----- |
| Danemark (Pedersen) | – | – | – | – | – | – | – | – | – | –  | 7     |
| Suède (Ullsten)     | – | – | – | – | – | – | – | – | – | –  | 10    |

| Équipes          | 1 | 2 | 3 | 4 | 5 | 6 | 7 | 8 | 9 | 10 | Total |
| ---------------- | - | - | - | - | - | - | - | - | - | -- | ----- |
| Canada (Gervais) | – | – | – | – | – | – | – | – | – | –  | 9     |
| France (Duclos)  | – | – | – | – | – | – | – | – | – | –  | 2     |

| Équipes           | 1 | 2 | 3 | 4 | 5 | 6 | 7 | 8 | 9 | 10 | Total |
| ----------------- | - | - | - | - | - | - | - | - | - | -- | ----- |
| Suisse (Attinger) | – | – | – | – | – | – | – | – | – | –  | 10    |
| Italie (Ghezze)   | – | – | – | – | – | – | – | – | – | –  | 2     |

### Match 4
| Équipes                 | 1 | 2 | 3 | 4 | 5 | 6 | 7 | 8 | 9 | 10 | Total |
| ----------------------- | - | - | - | - | - | - | - | - | - | -- | ----- |
| États-Unis (Somerville) | – | – | – | – | – | – | – | – | – | –  | 7     |
| Canada (Gervais)        | – | – | – | – | – | – | – | – | – | –  | 3     |

| Équipes           | 1 | 2 | 3 | 4 | 5 | 6 | 7 | 8 | 9 | 10 | Total |
| ----------------- | - | - | - | - | - | - | - | - | - | -- | ----- |
| Norvège (Loen)    | – | – | – | – | – | – | – | – | – | –  | 2     |
| Suisse (Attinger) | – | – | – | – | – | – | – | – | – | –  | 6     |

| Équipes             | 1 | 2 | 3 | 4 | 5 | 6 | 7 | 8 | 9 | 10 | Total |
| ------------------- | - | - | - | - | - | - | - | - | - | -- | ----- |
| France (Duclos)     | – | – | – | – | – | – | – | – | – | –  | 3     |
| Allemagne (Räderer) | – | – | – | – | – | – | – | – | – | –  | 7     |

| Équipes             | 1 | 2 | 3 | 4 | 5 | 6 | 7 | 8 | 9 | 10 | Total |
| ------------------- | - | - | - | - | - | - | - | - | - | -- | ----- |
| Danemark (Pedersen) | – | – | – | – | – | – | – | – | – | –  | 8     |
| Italie (Ghezze)     | – | – | – | – | – | – | – | – | – | –  | 7     |

| Équipes          | 1 | 2 | 3 | 4 | 5 | 6 | 7 | 8 | 9 | 10 | Total |
| ---------------- | - | - | - | - | - | - | - | - | - | -- | ----- |
| Écosse (Waddell) | – | – | – | – | – | – | – | – | – | –  | 3     |
| Suède (Ullsten)  | – | – | – | – | – | – | – | – | – | –  | 8     |

### Match 5
| Équipes             | 1 | 2 | 3 | 4 | 5 | 6 | 7 | 8 | 9 | 10 | Total |
| ------------------- | - | - | - | - | - | - | - | - | - | -- | ----- |
| Danemark (Pedersen) | – | – | – | – | – | – | – | – | – | –  | 4     |
| France (Duclos)     | – | – | – | – | – | – | – | – | – | –  | 5     |

| Équipes          | 1 | 2 | 3 | 4 | 5 | 6 | 7 | 8 | 9 | 10 | Total |
| ---------------- | - | - | - | - | - | - | - | - | - | -- | ----- |
| Canada (Gervais) | – | – | – | – | – | – | – | – | – | –  | 3     |
| Écosse (Waddell) | – | – | – | – | – | – | – | – | – | –  | 2     |

| Équipes         | 1 | 2 | 3 | 4 | 5 | 6 | 7 | 8 | 9 | 10 | Total |
| --------------- | - | - | - | - | - | - | - | - | - | -- | ----- |
| Norvège (Loen)  | – | – | – | – | – | – | – | – | – | –  | 8     |
| Italie (Ghezze) | – | – | – | – | – | – | – | – | – | –  | 7     |

| Équipes                 | 1 | 2 | 3 | 4 | 5 | 6 | 7 | 8 | 9 | 10 | Total |
| ----------------------- | - | - | - | - | - | - | - | - | - | -- | ----- |
| États-Unis (Somerville) | – | – | – | – | – | – | – | – | – | –  | 4     |
| Suède (Ullsten)         | – | – | – | – | – | – | – | – | – | –  | 5     |

| Équipes             | 1 | 2 | 3 | 4 | 5 | 6 | 7 | 8 | 9 | 10 | Total |
| ------------------- | - | - | - | - | - | - | - | - | - | -- | ----- |
| Suisse (Attinger)   | – | – | – | – | – | – | – | – | – | –  | 6     |
| Allemagne (Räderer) | – | – | – | – | – | – | – | – | – | –  | 4     |

### Match 6
| Équipes           | 1 | 2 | 3 | 4 | 5 | 6 | 7 | 8 | 9 | 10 | Total |
| ----------------- | - | - | - | - | - | - | - | - | - | -- | ----- |
| Canada (Gervais)  | – | – | – | – | – | – | – | – | – | –  | 3     |
| Suisse (Attinger) | – | – | – | – | – | – | – | – | – | –  | 5     |

| Équipes         | 1 | 2 | 3 | 4 | 5 | 6 | 7 | 8 | 9 | 10 | Total |
| --------------- | - | - | - | - | - | - | - | - | - | -- | ----- |
| Italie (Ghezze) | – | – | – | – | – | – | – | – | – | –  | 2     |
| Suède (Ullsten) | – | – | – | – | – | – | – | – | – | –  | 9     |

| Équipes             | 1 | 2 | 3 | 4 | 5 | 6 | 7 | 8 | 9 | 10 | Total |
| ------------------- | - | - | - | - | - | - | - | - | - | -- | ----- |
| Danemark (Pedersen) | – | – | – | – | – | – | – | – | – | –  | 4     |
| Écosse (Waddell)    | – | – | – | – | – | – | – | – | – | –  | 3     |

| Équipes             | 1 | 2 | 3 | 4 | 5 | 6 | 7 | 8 | 9 | 10 | Total |
| ------------------- | - | - | - | - | - | - | - | - | - | -- | ----- |
| Norvège (Loen)      | – | – | – | – | – | – | – | – | – | –  | 7     |
| Allemagne (Räderer) | – | – | – | – | – | – | – | – | – | –  | 5     |

| Équipes                 | 1 | 2 | 3 | 4 | 5 | 6 | 7 | 8 | 9 | 10 | Total |
| ----------------------- | - | - | - | - | - | - | - | - | - | -- | ----- |
| États-Unis (Somerville) | – | – | – | – | – | – | – | – | – | –  | 12    |
| France (Duclos)         | – | – | – | – | – | – | – | – | – | –  | 2     |

### Match 7
| Équipes         | 1 | 2 | 3 | 4 | 5 | 6 | 7 | 8 | 9 | 10 | Total |
| --------------- | - | - | - | - | - | - | - | - | - | -- | ----- |
| France (Duclos) | – | – | – | – | – | – | – | – | – | –  | 7     |
| Suède (Ullsten) | – | – | – | – | – | – | – | – | – | –  | 5     |

| Équipes             | 1 | 2 | 3 | 4 | 5 | 6 | 7 | 8 | 9 | 10 | Total |
| ------------------- | - | - | - | - | - | - | - | - | - | -- | ----- |
| Écosse (Waddell)    | – | – | – | – | – | – | – | – | – | –  | 3     |
| Allemagne (Räderer) | – | – | – | – | – | – | – | – | – | –  | 5     |

| Équipes                 | 1 | 2 | 3 | 4 | 5 | 6 | 7 | 8 | 9 | 10 | Total |
| ----------------------- | - | - | - | - | - | - | - | - | - | -- | ----- |
| États-Unis (Somerville) | – | – | – | – | – | – | – | – | – | –  | 4     |
| Suisse (Attinger)       | – | – | – | – | – | – | – | – | – | –  | 5     |

| Équipes          | 1 | 2 | 3 | 4 | 5 | 6 | 7 | 8 | 9 | 10 | Total |
| ---------------- | - | - | - | - | - | - | - | - | - | -- | ----- |
| Canada (Gervais) | – | – | – | – | – | – | – | – | – | –  | 8     |
| Italie (Ghezze)  | – | – | – | – | – | – | – | – | – | –  | 4     |

| Équipes             | 1 | 2 | 3 | 4 | 5 | 6 | 7 | 8 | 9 | 10 | Total |
| ------------------- | - | - | - | - | - | - | - | - | - | -- | ----- |
| Danemark (Pedersen) | – | – | – | – | – | – | – | – | – | –  | 5     |
| Norvège (Loen)      | – | – | – | – | – | – | – | – | – | –  | 4     |

### Match 8
| Équipes           | 1 | 2 | 3 | 4 | 5 | 6 | 7 | 8 | 9 | 10 | Total |
| ----------------- | - | - | - | - | - | - | - | - | - | -- | ----- |
| Suisse (Attinger) | – | – | – | – | – | – | – | – | – | –  | 13    |
| Écosse (Waddell)  | – | – | – | – | – | – | – | – | – | –  | 5     |

| Équipes         | 1 | 2 | 3 | 4 | 5 | 6 | 7 | 8 | 9 | 10 | Total |
| --------------- | - | - | - | - | - | - | - | - | - | -- | ----- |
| Norvège (Loen)  | – | – | – | – | – | – | – | – | – | –  | 7     |
| France (Duclos) | – | – | – | – | – | – | – | – | – | –  | 12    |

| Équipes          | 1 | 2 | 3 | 4 | 5 | 6 | 7 | 8 | 9 | 10 | Total |
| ---------------- | - | - | - | - | - | - | - | - | - | -- | ----- |
| Canada (Gervais) | – | – | – | – | – | – | – | – | – | –  | 5     |
| Suède (Ullsten)  | – | – | – | – | – | – | – | – | – | –  | 2     |

| Équipes             | 1 | 2 | 3 | 4 | 5 | 6 | 7 | 8 | 9 | 10 | Total |
| ------------------- | - | - | - | - | - | - | - | - | - | -- | ----- |
| Danemark (Pedersen) | – | – | – | – | – | – | – | – | – | –  | 7     |
| Allemagne (Räderer) | – | – | – | – | – | – | – | – | – | –  | 6     |

| Équipes                 | 1 | 2 | 3 | 4 | 5 | 6 | 7 | 8 | 9 | 10 | Total |
| ----------------------- | - | - | - | - | - | - | - | - | - | -- | ----- |
| États-Unis (Somerville) | – | – | – | – | – | – | – | – | – | –  | 9     |
| Italie (Ghezze)         | – | – | – | – | – | – | – | – | – | –  | 2     |

### Match 9
| Équipes         | 1 | 2 | 3 | 4 | 5 | 6 | 7 | 8 | 9 | 10 | Total |
| --------------- | - | - | - | - | - | - | - | - | - | -- | ----- |
| Norvège (Loen)  | – | – | – | – | – | – | – | – | – | –  | 3     |
| Suède (Ullsten) | – | – | – | – | – | – | – | – | – | –  | 4     |

| Équipes             | 1 | 2 | 3 | 4 | 5 | 6 | 7 | 8 | 9 | 10 | Total |
| ------------------- | - | - | - | - | - | - | - | - | - | -- | ----- |
| Danemark (Pedersen) | – | – | – | – | – | – | – | – | – | –  | 5     |
| Suisse (Attinger)   | – | – | – | – | – | – | – | – | – | –  | 11    |

| Équipes         | 1 | 2 | 3 | 4 | 5 | 6 | 7 | 8 | 9 | 10 | Total |
| --------------- | - | - | - | - | - | - | - | - | - | -- | ----- |
| France (Duclos) | – | – | – | – | – | – | – | – | – | –  | 13    |
| Italie (Ghezze) | – | – | – | – | – | – | – | – | – | –  | 8     |

| Équipes                 | 1 | 2 | 3 | 4 | 5 | 6 | 7 | 8 | 9 | 10 | Total |
| ----------------------- | - | - | - | - | - | - | - | - | - | -- | ----- |
| États-Unis (Somerville) | – | – | – | – | – | – | – | – | – | –  | 8     |
| Écosse (Waddell)        | – | – | – | – | – | – | – | – | – | –  | 2     |

| Équipes             | 1 | 2 | 3 | 4 | 5 | 6 | 7 | 8 | 9 | 10 | Total |
| ------------------- | - | - | - | - | - | - | - | - | - | -- | ----- |
| Canada (Gervais)    | – | – | – | – | – | – | – | – | – | –  | 7     |
| Allemagne (Räderer) | – | – | – | – | – | – | – | – | – | –  | 1     |

### Playoffs
|  | Demi-finales | Demi-finales |       |   | Finale | Finale |
|  | Demi-finales | Demi-finales |       |   | Finale | Finale |
|  |              |              |       |   |        |        |
|  |              |              |       |   |        |        |
|  |              |              |       |   |        |        |
|  | Suisse       | 2            |       |   |        |        |
|  | Suisse       | 2            |       |   |        |        |
|  | États-Unis   | 3            |       |   |        |        |
|  | États-Unis   | 3            | Suède | 4 |        |        |
|  |              |              | Suède | 4 |        |        |
|  |              | États-Unis   | 11    |   |        |        |
|  | Canada       | États-Unis   | 11    | 7 |        |        |
|  | Canada       |              |       | 7 |        |        |
|  | Suède        | 8            |       |   |        |        |
|  | Suède        | 8            |       |   |        |        |

|  | Médaille de Bronze |  |  |
|  |                    |  |  |
|  | Suisse             |  |  |
|  | Canada             |  |  |

#### Demi-finales
| Équipes                 | 1 | 2 | 3 | 4 | 5 | 6 | 7 | 8 | 9 | 10 | Total |
| ----------------------- | - | - | - | - | - | - | - | - | - | -- | ----- |
| Suisse (Attinger)       | – | – | – | – | – | – | – | – | – | –  | 2     |
| États-Unis (Somerville) | – | – | – | – | – | – | – | – | – | –  | 3     |

| Équipes          | 1 | 2 | 3 | 4 | 5 | 6 | 7 | 8 | 9 | 10 | Total |
| ---------------- | - | - | - | - | - | - | - | - | - | -- | ----- |
| Suède (Ullsten)  | – | – | – | – | – | – | – | – | – | –  | 8     |
| Canada (Gervais) | – | – | – | – | – | – | – | – | – | –  | 7     |

#### Finale
| Équipes                 | 1 | 2 | 3 | 4 | 5 | 6 | 7 | 8 | 9 | 10 | Total |
| ----------------------- | - | - | - | - | - | - | - | - | - | -- | ----- |
| États-Unis (Somerville) | – | – | – | – | – | – | – | – | – | –  | 11    |
| Suède (Ullsten)         | – | – | – | – | – | – | – | – | – | –  | 4     |

| Champion du monde de curling 1974 |
| --------------------------------- |
| États-Unis 2e titre               |